# Синнетт, Альфред Перси
Альфред Перси Синнетт (англ. Alfred Percy Sinnett; 18 января 1840 — 26 июня 1921) — британский журналист, писатель, оккультист, член Теософского общества.

## Начало карьеры
Отец Синнетта, профессиональный журналист, умер в 1844 г. в возрасте около 45 лет, «оставив семью без средств к существованию». В 1851 году Альфред поступает в Школу Лондонского Университета.
С 1859 года Альфред Синнетт — в сфере журналистики, работает помощником редактора лондонской газеты «The Globe». В 1859—1870 гг. писал статьи для газет в Англии, а также в качестве специального корреспондента побывал в Швеции и в Ирландии. В 1865 году он едет в Гонконг, где работает редактором «Hong Kong Daily Press». Возвратившись в 1868 году в Англию, стал ведущим автором лондонской газеты «Evening Standard». В 1870 году Синнетт женился на Пэйшенс Иденсор (англ. Patience Edensor). По данным переписи населения 1871 года, он — журналист, возраст — 31 год, родился в Мидлсексе; его жене Пэйшенс — 27 лет, её мать Кларисса Иденсор, «землевладелец», живёт с ними.

## Индия и теософия
В 1872 году Синнетт с семьёй переехал в Индию в Аллахабад, где занял пост редактора ведущей английской ежедневной газеты Индии «The Pioneer». В феврале 1879 года в Индию прибыли основатели Теософского Общества Блаватская и Олкотт. Узнав об этом, он отправил им письмо, в котором сообщил, что интересуется оккультизмом гораздо серьёзнее, чем большинство других журналистов, и что надеется встретиться с ними, если они когда-нибудь пожелают посетить север страны. Благодаря последовавшей за этим письмом оживлённой переписке, основатели Т. О. уже декабре 1879 года прибыли в Аллахабад, и Синнетты вступили в Общество. Олкотт вспоминал впоследствии о том, что никакой другой англо-индийский редактор не был настроен к ним более дружественно и не был столь объективным, говоря об их взглядах и идеалах. Синнетт всегда был их «истинным другом и добросовестным критиком; но он был ещё и могущественным союзником, поскольку контролировал наиболее влиятельную в Индии газету»; кроме того, среди всех журналистов он пользовался наибольшим доверием и уважением со стороны высокопоставленных правительственных чиновников.
Блаватская неоднократно бывала в гостях у Синнеттов, прожив в их доме за два года в общей сложности более трёх месяцев. Для Синнетта этого времени было вполне достаточно, чтобы посчитать реальными производимые ею феномены паранормального характера.

## Переписка с Махатмами
Благодаря посредничеству Блаватской, Синнетт вступил в переписку с тем, кого он считал одним из тибетских махатм:

«Я написал письмо, адресовав его „неизвестному Брату“, и передал мадам Блаватской, чтобы посмотреть, выйдет ли из этого что-нибудь. Моя идея оказалась необычайно удачной, ибо это робкое начинание вылилось в самую интересную переписку, в которой я когда-либо имел честь состоять».
Известный теософ Ч. Джинараджадаса писал: 

«Махатмы избрали следующую процедуру пересылки писем. Иногда они доставляли письма оккультным способом в место их пребывания в Тибете, иногда получали и прочитывали их в Индии, независимо от того, где они были написаны. В некоторых случаях Учитель К.Х., получая письмо, снабжал его комментариями и возвращал Е. П. Блаватской для подшивки в архив… Ответы на них присылались преимущественно феноменальным способом, а написаны они были либо цветными карандашами (синим и красным), либо чёрными и красными чернилами, а одно — зелёными. Эти письма не писались от руки, но „осаждались“, то есть „материализовывались“ на бумаге с помощью употребляемого адептами процесса, который неизменно влечёт за собой использование четвёртого пространственного измерения».
О способе написания писем махатм, напоминающем современную ксерографию, теософ Джеффри Барборка высказал мнение, что «они были осаждены на бумагу, а не написаны от руки», так как в результате их исследования установлено, что каждая буква демонстрирует «попеременно-зернистый» эффект (так был назван результат такого типа осаждения), особенно заметный на подчёркиваниях и перекладинах букв t. Исследование под увеличительным стеклом ясно показывает маленькие горизонтальные линии, или чёрточки, образующие каждую букву. По мнению Барборки, ручкой и чернилами добиться письма такого типа невозможно.

## Теософские сочинения
В 1881 году в Англии Синнет опубликовал свою первую теософскую книгу «Оккультный мир». Книга посвящена автором его главному корреспонденту по переписке с махатмами — Учителю К. Х.:

«Тому, чьё понимание природы и человечества настолько превзошло пределы европейской науки и философии, что лишь те из представителей этих отраслей познания, которые наделены наиболее широким кругозором, способны представить себе существование в человеке сил, подобных тем, которые постоянно проявляет тот, о ком я говорю, —

Махатме Кут Хуми

чьё доброе дружеское расположение даёт автору этой книги право притязать на внимание европейской общественности; человеку, чьё согласие автор испросил и получил, с любовью посвящается эта небольшая книжка».
Убеждённый на все сто процентов в том, что оккультизм — не выдумка, не фокусничество и не обман, автор попытался убедить в этом и своих читателей. Книга привела в Теософское Общество многих его деятелей, ставших впоследствии знаменитыми, например, Чарлза Ледбитера.
В 1883 году Синнетт опубликовал свою вторую книгу «Эзотерический буддизм», написанную на основании космологических заметок, полученных ранее от махатмы М., и ответов, данных от имени махатмы К. Х.. Джинараджадаса отмечал, что написание «Эзотерического буддизма» на основании столь разнородного материала даваемых Синнетту учений — это «поистине выдающийся подвиг» и высокое проявление его таланта. Он утверждал, что эта книга является «превосходным, ярким и кратким» изложением доктрины махатм, поэтому её автор заслужил благодарность многих тысяч людей.
Синнетт задавал вопросы не только махатмам, но и главному их посреднику и агенту — Блаватской. Множество вопросов было задано при личных встречах и в письмах, и он не скрывал своего намерения стать её биографом. Впоследствии в своих письмах она продолжала присылать ему дополнительную информацию, то и дело всплывавшую в её памяти, и Синнетту стоило немалого труда сложить из этих фрагментов связный рассказ о её необычайной карьере. В 1886 году книга всё-таки была издана под названием «Эпизоды из жизни мадам Блаватской».
Кроме книг Синнетт написал множество статей на темы теософии, оккультизма и спиритизма. Знаменитый писатель и спиритуалист Артур Конан Дойль, определяя земные войны как всего лишь видимую сторону «невидимых битв в высочайших сферах», высоко оценил его статью «Сверхпсихические аспекты войны».
Синнетт также написал предисловие к теософской книге У. Скотт-Эллиота «История Атлантиды» (1896).

## Критический взгляд
Неудачи, постигшие Теософское Общество в 1884 году, привели к обострению разногласий между Синнеттом и Блаватской. Существует письмо, направленное ему махатмой К. Х., защищавшим Блаватскую:

«Правда на её стороне. Ваши обвинения чрезвычайно несправедливы и тем более болезненны мне, что исходят от вас. Если после этого утверждения вы всё же будете придерживаться той же самой позиции, мне придется выразить своё глубокое сожаление по поводу этой новой нашей неудачи и пожелать вам от всего моего сердца успехов у более достойных учителей. Несомненно, ей не хватает милосердия, но, действительно, вам не хватает проницательности».
Синнетт ушёл из Теософского Общества в марте 1909 года, после того как сформировал своё Элевсинское Общество на основе бывшей Лондонской Ложи. Он возвратился в Теософское Общество в 1911 году, когда Анни Безант предложила ему пост вице-президента.
Джинараджадаса писал о Синнетте так:

«Интеллектуальная гордыня заставляла его часто быть несправедливым, а Учитель говорит „жестоким“, и к Е. П.Б., и к полковнику Oлкотту. Американская демократичность и (для м-ра Синнетта) отсутствие утончённости и „светских манер“ полковника Oлкотта сильно его раздражала. И точно так же он постоянно заблуждался относительно Е. П.Б.<…> М-р Синнетт так и не изменил своего отношения к ней. За год до его смерти, когда я встретился с ним, он был всё ещё полон своих обид, уничижительных для Е. П.Б. и в особенности для её вклада в теософию».

## Последние годы
В 1890 году постигшие Синнетта финансовые затруднения внесли коренные перемены в его жизнь. Ему пришлось переехать из своей резиденции в Лэдброук Гарденс в Личестер Гарденс, а затем и в ещё более дешёвый дом, находящийся в менее престижном квартале на Уэстбурн Террас Роуд.
1908 год стал для Синнетта годом тяжелейшей личной утраты: 11 мая его сын Денни умер от туберкулёза в возрасте 31 г. 9 ноября того же года после продолжительного онкологического заболевания скончалась его жена Пэйшенс.
Последние годы его жизни были «омрачены вновь вернувшейся бедностью», но до самого последнего дня он не прекращал своей теософской деятельности.

«Финансовая поддержка друзей и часто выражавшаяся в той же форме дань уважения к его заслугам со стороны коллег позволяли ему продолжать свою работу. Незадолго до его смерти Анни Безант сама выступила с инициативой создания фонда для его материальной поддержки. Ему были переданы пять тысяч фунтов стерлингов, но он уже не успел порадоваться своему избавлению от нужды. Синнетт умер 26 июня 1921 г. в возрасте 81 года».

## Взгляд скептика
Теософские учения, изложенные в книгах Блаватской, Синнетта и других членов Теософского Общества, неоднократно подвергались жёсткой критике. Многие учёные выражали сомнение по поводу источников информации, сообщаемой теософами. В частности, К. Пол Джонсон утверждал, что «махатмы», о которых писали теософы и чьи письма представили, в действительности являются идеализациями людей, которые были менторами Блаватской. Джонсон заявил, что Кут Хуми — это Такур Сингх Сандханвалиа, член Сингх Саба, Индийского национально-освободительного движения и реформаторского движения сикхов. Махатма Мориа — это Махараджа Ранбир Сингх из Кашмира, который умер в 1885 году.
Скептически настроенные авторы отметили, что имеется мало доказательств того, что «махатмы» Блаватской когда-либо существовали.

## Интересные факты
- «Выдающийся английский химик и физик сэр Уильям Крукс и м-р Синнетт были старыми друзьями, и у них было много общих интересов».[6]
- Из писем махатм следует, что их пристальное внимание привлёк к себе ребёнок Синнеттов Денни, не по годам серьёзный мальчик. Блаватская писала, что её «хозяин» (махатма М.) приказал передать следующее:

«М. советует м-ру Синнетту взять на себя особые обязанности не допускать, чтобы его маленького сына заставляли есть мясо, даже птичье… Раз уж мать отдала ребёнка под покровительство К. Х., то пусть она не допускает ничего, что загрязняет его естество. Ребёнок в ближайшем будущем может стать мощной движущей силой добра».
Мать ребёнка боялась за его здоровье. От имени К. Х. был прислан локон волос:

«Я надеюсь, что вы меня простите, если посоветую вам зашить приложенное в маленькую ладанку — хватит частички его — и повесить на шею ребёнка. Так как я неспособен принести в ваш дом полный магнетизм моей физической личности, то я делаю самое лучшее, что могу, посылая вам локон, как проводник для передачи моей ауры в концентрированном состоянии. Не разрешайте никому другому брать его в руки за исключением м-с Синнетт».
- В октябре 1882 года Синнетт послал вопрос о своём предыдущем воплощении.[K 15] От имени К. Х. последовал ответ:

«А. П. Синнетт не является „абсолютно новым изобретением“. Он — дитя и творение своего предшествующего личного „Я“; кармический потомок для всех, кого он знает, Нония Аспрената (Lucius Nonius Calpurnius Torquatus Asprenas), консула императора Домициана (94 год нашей эры)… и друга фламина диалис в то время (верховного жреца Юпитера и главы фламинов) или самого фламина — чем и объясняется внезапно открывшееся влечение А. П. Синнетта к мистицизму».

## Комментарии
1. ↑  «Works: 207 works in 794 publications in 9 languages and 3,540 library holdings».[4]
2. ↑  «He was Vice-President of the Theosophical Society between 1880—88, 1895—1907, 1911—1921, and Acting President of the TS for four months in 1907».[6][7]
3. ↑  «Меня записали в Школу Лондонского Университета на Гауэр стрит, получив разрешение обучаться там бесплатно».[9]
4. ↑  В это время, по данным переписи населения, мать Альфреда, Джейн Синнетт, — литератор; старшая сестра София (22 года) — учительница; сестра матери, Сара (48 лет), — тоже учительница (см. данные переписи населения Великобритании 1851 года).
5. ↑  «London Metropolitan Archives, Saint John The Evangelist, Ladbroke Grove, Register of marriages, P84/JN, Item 018».[10]
6. ↑  По данным переписи населения Великобритании 1871 года.
7. ↑  «Sinnett had earlier heard about her major book Isis Unveiled (1877) from Herbert Stack and upon hearing that its authoress was moving to India, he decided to write a note in his paper about Blavatskv and Olcott».[13]
8. ↑  Гудрик-Кларк писал, что «концепция Учителей» представляет собой идею розенкрейцеров о «невидимых и тайных адептах», работающих для прогресса человечества.[16] Также Г. Тиллетт писал: «Концепция Учителей, или махатм, представленная Блаватской, является сплавом западных и восточных идей; по её словам, местонахождение большинства из них связано с Индией или Тибетом. И она, и полковник Олкотт утверждали, что видели махатм и общались с ними. В западном же оккультизме идея „сверхчеловека“ была связана, в частности, с братствами, основанными Мартинесом де Паскуалли и Луи-Клодом де Сен-Мартеном».[17]
9. ↑  «The originals of the Mahatma letters are deposited in the Manuscripts Department of the British Library in London».[19]
10. ↑  «Adept (from Latin adeptus from ad toward + apiscor to reach, attain) — One who has attained; in theosophical literature, one who has attained mastery in the art and science of living, an initiate or mahatma».[20]
11. ↑  Синнетт опубликовал свыше 240 статей.[10]
12. ↑  См. Отчёт Ходжсона, У. К. Джадж#Публикация в «Сан».
13. ↑  Религиовед Ариэль Санат, в свою очередь, подверг критике выводы Пола Джонсона за их необоснованность, утверждая, что тот «преднамеренно игнорирует главные свидетельства  реального физического существования» махатм Блаватской (См. Theosophy World).
Интересно, что Джонсон, сомневающийся в реальности махатм Блаватской, судя по одной из его публикаций, нисколько не сомневается в реальности ясновидения, поскольку сам видит ауры (См. Johnson K.P. Seeing Auras. 1995). По его словам, он был «весьма ортодоксальным теософом в течение десяти лет» и опубликовал тогда более двух десятков статей в различных теософских журналах (См. Johnson K. P. Research That is Destructive of Belief Systems. 1994).
14. ↑  Однако следует отметить, что несколько ранее А. И. Андреев писал, что  исследование  С. Грофом случаев мистического «расширения сознания» и «переживания встреч со сверхчеловеческими духовными сущностями», от которых человек получал «послания, информацию и объяснения по разным экстрасенсорным каналам», могут дать ключ к разгадке феномена теософских «махатм» —  «духовных гидов с более высокого плана сознания». (См. Андреев А. И. «Оккультист Страны Советов». М., 2004).
15. ↑  «В общих чертах факты, касающиеся трёх моих жизней, предшествовавших этой, были давно сообщены мне великим Учителем».[8]
16. ↑  Ч. Ледбитер писал о К.Х. в своей книге «Внутренняя жизнь»: «Он был фламином — жрецом храма Юпитера в Риме, а ещё позже Нагарджуной, великим буддийским учителем. Мы много раз встречали его при своих исследованиях прошлых жизней некоторых членов нашей группы, и почти всегда в качестве жреца или учителя».

### Публикации корреспондентов Синнетта
- The Mahatma Letters to A. P. Sinnett from the Mahatmas M. & K.H. / A. T. Barker, ed.. — New York: Frederick A. Stokes Company Publishers, 1924. — 492 p.
- Jinarajadasa C. K. H. Letters to C. W. Leadbeater. — Reprint. Originally published in 1941. — Kessinger Publishing, 2010. — 122 p. — ISBN 1162578084.
- Письма Е. П. Блаватской А. П. Синнетту. — М.: Сфера, 1996. — 528 с.

### Публикации о корреспондентах Синнетта
- Barborka G. A. Mahatmas and Their Letters. — Первое издание. — Adyar: Theosophical Publishing House, 1973. — 422 p. — ISBN 9780835670623.
- Jinarajadasa C. The Early Teachings of the Masters. — Reprint. — 1995. — ISBN 9781564595942.
- Учение махатм = The Early Teachings of the Masters / Пер. с англ. Л. Н. Орленко. — М.: Сфера, 2000. — 304 с. — 5000 экз. — ISBN 5850000380.
- Нэфф М. К. «Братья» мадам Блаватской // Учителя тайной Мудрости / пер. с англ. М. Барышниковой. — М.: Сфера, 2001. — С. 145—244. — ISBN 5-93975-045-1.